# Leila Ameddah
Leila Ameddah (in arabo ليلى أمداح‎?; Batna, 21 aprile 1962) è una pittrice e scultrice algerina.

## Biografia
Leila Ameddah è un'artista visuale autodidatta. Di professione dentista, vive e lavora a Batna. Ha partecipato a diverse mostre nazionali ed internazionali dal 1984 a oggi. È stata influenzata dalla cultura berbera.

## Mostre
Le sue prime mostre ebbero luogo durante i suoi giorni da studentessa, fra il 1983 e il 1989. Ha poi fatto mostre a livello internazionali:
- 2003 – L'anno dell'Algeria in France, all'atelier-galerie Karim Meziani a Nizza. Galerie Nithael a Nizza, Lille e Lione. (L'Année de l'Algérie en France, à l'atelier-galerie Karim Meziani /Nice. Galerie Nithael / Nice, Lille et Lyon).
- 2007 – La settimana culturale algerina in Arabia Saudita. (La semaine culturelle algérienne, en Arabie saoudite).
- 2009 – Esposizione a porte aperte di studi d'artista in Francia, organizzata dal dipartimento del Nord e del Pas-de-Calais (Exposition Portes ouvertes des ateliers d'artistes en France, organisée par les départements du Nord et du Pas-de-Calais)
- 2012 – Esposizione collettiva in Tunisia, gallerie LOTUS. (Exposition collective en Tunisie, galerie LOTUS)